# 比利·麥金尼
威廉·藍迪斯·麥金尼（英語：William Landis McKinney，1994年8月23日—），為美國職棒大聯盟的外野手，目前為自由球員。他在2013年大聯盟選秀的首輪24順位被運動家選走，2014年被交易到小熊，2016年被交易到洋基。2018年登上大聯盟，先後效力過洋基、藍鳥、釀酒人、大都會、道奇與運動家等隊。

## 職業生涯

### 奧克蘭運動家
2013年美國職棒大聯盟選秀，運動家在首輪24順位選進麥金尼。2014年，他在高階1A繳出2成41的打擊率。

### 芝加哥小熊
2014年7月4日，運動家將麥金尼、艾迪生·羅素和丹·史崔利交易到小熊，換來Jeff Samardzija和Jason Hammel。他在高階1A的打擊率高達3成01。
2015年，他繼續在高階1A繳出3成40的打擊率後，於5月升上2A。不過他在8月因膝蓋受傷，導致球季報銷。隔年才成功回到2A。

### 紐約洋基
2016年7月25日，小熊將麥金尼、葛雷伯·托雷斯、亞當·沃倫和Rashad Crawford交易到洋基，換來阿羅魯迪斯·查普曼。該年他在2A的打擊率為2成46，並敲出4轟與44分打點。2017年6月底，麥金尼升上3A。整季他的打擊率為2成77，並敲出16轟與64分打點。
2018年，因為外野手艾倫·希克斯受傷，因此球隊在3月30日拉上麥金尼。他在生涯首打席就敲出大聯盟首安，但隔天就因為左肩膀受傷進入傷兵名單。

### 多倫多藍鳥
2018年7月26日，洋基將麥金尼和布蘭登·卓利交易到藍鳥，換來J·A·哈普。麥金尼先在藍鳥3A開季，並在8月17日登上大聯盟。8月21日，他敲出大聯盟首轟。該年他出賽36場比賽，打擊率為2成52，並敲出6轟與13分打點。隔年他敲出12轟與28分打點。2020年9月11日，藍鳥將他指定讓渡。

### 密爾瓦基釀酒人
2020年9月14日，釀酒人從讓渡名單中選走麥金尼。他在釀酒人的打擊率為2成07，並敲出3轟與6分打點。2021年5月22日，球隊將他指定讓渡。

### 紐約大都會
2021年5月25日，釀酒人將麥金尼交易到大都會，換來Pedro Quintana。該年他出賽39場比賽，打擊率為2成20，並敲出5轟與14分打點。7月16日，球隊將他指定讓渡。

### 洛杉磯道奇
2021年7月21日，大都會將麥金尼交易到道奇，換來Carlos Rincon。他在道奇隊出賽37場比賽，打擊率僅1成46，並敲出1轟與7分打點。他在季後賽出賽4場比賽，只在分區賽上場打擊一次，並吞下三振。
2021年11月19日，球隊將他指定讓渡。22日，他和Zach Reks都被交易到遊騎兵。11月30日，遊騎兵不與麥金尼續約，因此他很快就成為自由球員。

### 重返運動家
2022年3月16日，麥金尼和運動家簽下小聯盟約，並受邀參加春訓。4月7日，他成功進入球隊40人名單內。5月9日，球隊將他指定讓渡。

## 外部連結
- 球員資訊和成績在MLB，ESPN，Baseball-Reference，Fangraphs（英文）
- 比利·麥金尼的Instagram帳戶